# União das Freguesias de Perafita, Lavra e Santa Cruz do Bispo
União das Freguesias de Perafita, Lavra e Santa Cruz do Bispo, kürzer Perafita, Lavra e Santa Cruz do Bispo, ist eine Gemeinde (Freguesia) im Kreis (Concelho) von Matosinhos im Norden Portugals.
In der Gemeinde leben 29.407 Einwohner auf einer Fläche von 25,22 km² (Stand nach Zahlen von 2011).
Die Gemeinde entstand im Zuge der Gebietsreform in Portugal am 29. September 2013 durch Zusammenlegung der Stadtgemeinde von Perafita, Lavra und Santa Cruz do Bispo. Perafita wurde Sitz der Gemeinde, die ehemaligen Gemeindeverwaltungen in Lavra und Santa Cruz do Bispo blieben als Bürgerbüros weiter bestehen.